# Çakıryiğit, Reyhanlı
Çakıryiğit là một xã thuộc huyện Reyhanlı, tỉnh Hatay, Thổ Nhĩ Kỳ. Dân số thời điểm năm 2011 là 734 người.